# Periscyphops chopardi
Periscyphops chopardi är en kräftdjursart som beskrevs av Paulian de Felice1940. Periscyphops chopardi ingår i släktet Periscyphops och familjen Eubelidae. Inga underarter finns listade i Catalogue of Life.